# Frédérika Dufaux
Pour les articles homonymes, voir Dufaux.
Frédérika Dufaux, née à Carouge le 19 décembre 1827 et morte à Sèvres le 16 janvier 1915, est une artiste suisse, peintre sur émail et miniaturiste.

## Biographie
Née Frédérika Jeanne Orgellet, elle épouse en 1849 Pierre Dufaux, issu d'une famille de peintres sur émail et de fabricants d'émaux,.
Elle étudie auprès de Jean-Léonard Lugardon et Marc Henry.

## Collections publiques
Le Musée d'art et d'histoire de Genève possède deux peintures sur émail : une étude de tête de femme blonde d’après nature ; et un portrait de Marie de Laubespine, femme de Nicolas Lambert, d’après Nicolas de Largillierre.